# 졸로툰 S-18/1000
졸로툰 S-18/1000은 제2차 세계 대전 중에 사용된 스위스제 20mm 구경의 기관포탄을 사용하는 대전차소총이다. 나치 독일도 소수 구입하여 PzB41이란 이름으로 사용했으며, 대전차 무기가 부족했던 베니토 무솔리니 치하의 이탈리아도 다수 구입하여 사용하였다. 졸로툰 사는 독일의 라인메탈사가 실질적 소유주였던 회사로 MG-34의 전신인 MG-30을 개발한 회사이기도 하다.

## 역사
1918년에 독일에서 13mm 구경의 대전차 소총을 개발한 이래 유럽 각국은 비슷한 구경의 대전차소총을 만들었다. 당시 장갑차 및 전차들의 장갑이 얇아 12~15 mm 구경의 기관총탄에도 뚫렸기 때문이다. 그러나 전차의 발전 속도가 빨라지면서 그 정도 구경으로는 효용성이 떨어질 것으로 예상되었다. 이런 분위기에서 스위스의 졸로툰 사가 독일에서 제1차 세계 대전 말에 개발한 20mm 대공포탄을 이용한 대전차소총인 SSG를 개발했다. 1930년대에 전차 장갑이 계속 두꺼워지고 SSG의 탄약인 20mm 대공포탄의 위력도 세지면서 1938년에 먼저 개발된 S-18/100을 개량하여 S-18/1000을 개발했다..
20mm X 138 mm 대공용 기관포탄을 사용하는 이 총은 250m 거리에서 30mm 장갑판을 관통할 수 있었고, 철갑고폭탄이어서 관통 후에도 차체 내부의 승무원들에게 피해를 입힐 수 있었다. 그러나 이 총이 등장한 1938년 시점에서 대전차 화력의 주력은 37mm 대전차포로 옮겨가는 중이었고, 전쟁이 터진 후에는 전차 장갑들이 빠르게 두꺼워지면서 효용가치를 잃고 빠르게 퇴출되었다. 다만, 전쟁 준비가 부족했던 이탈리아군이 다수 도입하였으며 독일도 PzB41이란 이름으로 소수 사용했다..
미국 육군도 1940년에서 1941년 사이에 이 총의 채용을 검토한 적이 있었다. 미국 육군과 졸로툰 사는 "20mm 자동포 T3"이라는 이름으로 1941년 봄에 90구경 T4 기관포와 비교 테스트를 시행했다. 화력이 조금 떨어졌으나, S-18/1000이 T4에 비해 다소 부피가 작았고, 육군용으로 사용하기에 적합하다는 판정을 내렸다. 이 계획은 50정을 수입한 후 나중에 미국에서 생산할 계획이었으나 결국 이 계획은 취소되었다..
1950년대와 1960년대에 걸쳐 전쟁 중에 노획품과 정식 수입품이 섞여서 미국 총기 시장에서 유통되기 시작했다. 당시 가격은 189.5달러로 현재 환율로는 1,000달러가 안되는 가격이었으나 1968년부터 미국의 총기 규제가 심해지면서 이 총은 "파괴장비"(Destructive Device)로 규정되어 허가를 받아야 거래할 수 있는 물건이 되었다. 그러나 현재는 미국 내에서 합법적으로 등록된 S18/1000이 수십 자루에 불과하여 콜렉터들 사이에서는 1정당 가격이 20,000 달러 ~ 30,000 달러에 이르고 있다.

## 주요 특징
탄창은 5발 및 10발의 두 종류가 있으나, 10발 들이 탄창에도 보통 8발만을 장탄해서 사용했다. 가득 채우면 고장이 잦았기 때문이다. S-18/1000은 탄창의 탄을 다 쏘면 자동으로 총에서 떨어지도록 되어 있었고, 예비 탄창은 바퀴식 거치대의 받침대에 놓도록 되어 있었다. 받침대에 놓인 탄창은 가죽 끈으로 고정할 수 있었다..
기본 작동원리는 MG-34와 비슷하다. 이는 이 총을 개발한 졸로툰 사가 스위스 회사이지만, 실질적 소유주가 독일의 라인메탈 사로서 라인메탈 사의 기술자들이 이 회사로 와서 MG-34의 전신 MG-30 기관총을 개발했던 관계였기 때문이다. MG-34처럼 총열과 노리쇠가 함께 움직이며 후퇴를 반복하는 쇼트 리코일 방식이며 노리쇠가 회전하면서 결합이 풀리도록 되어 있다..
S-18/1000은 반자동이지만 S-18/1100이라는 이름의 완전 자동이 가능한 모델도 있다.

## 외부 추가 정보
- Zaloga, Steven J., Brian Delf - US Anti-tank Artillery 1941-45 (2005) Osprey Publishing, ISBN 1-84176-690-9.
- Photos of the Solothurn S-18/1000 보관됨 2009-06-28 - 웨이백 머신

## 같이 보기
- 피아트 L3/35